# استون هاربور، نیوجرسی
استون هاربور (به انگلیسی: Stone Harbor) شهری در ایالت نیوجرسی کشور ایالات متحده آمریکا است که جمعیت آن در سرشماری سال ۲۰۱۰ میلادی، ۸۶۶ نفر بوده‌است.